# Voley (película)
Voley es una película argentina de comedia de 2015 escrita, actuada y dirigida por Martín Piroyansky. Además el elenco está compuesto por Violeta Urtizberea, Inés Efron, Vera Spinetta, Justina Bustos y Chino Darín. La película se estrenó en las salas argentinas el 12 de marzo de 2015 quedando en el Top 10 de las películas nacionales más vistas del año.

## Sinopsis
Nicolás (Martín Piroyansky), Pilar (Inés Efron), Catalina (Vera Spinetta), Manuela (Violeta Urtizberea) y Nacho (Chino Darín) son amigos desde la adolescencia. Rondando los treinta años siguen unidos, aunque con más diferencias que puntos de encuentro. Nico propone festejar la noche de año nuevo en la casa familiar del Tigre y pasar unos días de vacaciones. Sin consultar, Manuela invita a Belén (Justina Bustos), su amiga de la infancia.

## Reparto
- Martín Piroyansky... Nicolás.
- Violeta Urtizberea... Manuela.
- Inés Efron... Pilar.
- Chino Darín... Nacho.
- Vera Spinetta... Cata.
- Justina Bustos... Belén.

## Fechas de estreno
| Fechas de estreno (Fuente: IMDb) |             |      |
| País                             | Fecha       | Año  |
| Argentina                        | 12 de marzo | 2015 |
| Uruguay                          | 23 de abril | 2015 |

## Premios y nominaciones

### Premios Sur
La décima edición de los Premios Sur se llevó a cabo el 24 de noviembre de 2015.
| Año  | Categoría        | Nominado       | Resultado |
| ---- | ---------------- | -------------- | --------- |
| 2015 | Mejor fotografía | Julián Ledesma | Nominado  |
| 2015 | Mejor montaje    | Pablo Barbieri | Nominado  |
| 2015 | Mejor sonido     | José Luis Díaz | Nominado  |